# 自由北韓
自由北韓（英語：Liberty in North Korea, LiNK）是美國的朝鮮民主主義人民共和國人權組織，2004年3月27日成立於耶魯大學。該機構致力開闢線路營救中國、東南亞等地滯留的脫北者，避免其被當地政府遣返北韓；亦通過媒體呼籲，喚起國際社會對北韓人權的廣泛關注。
截至2015年7月，自由北韓組織已經將370餘名脫北者安置在韓國、美國等地，並幫助其開始新的生活。

## 官方網站

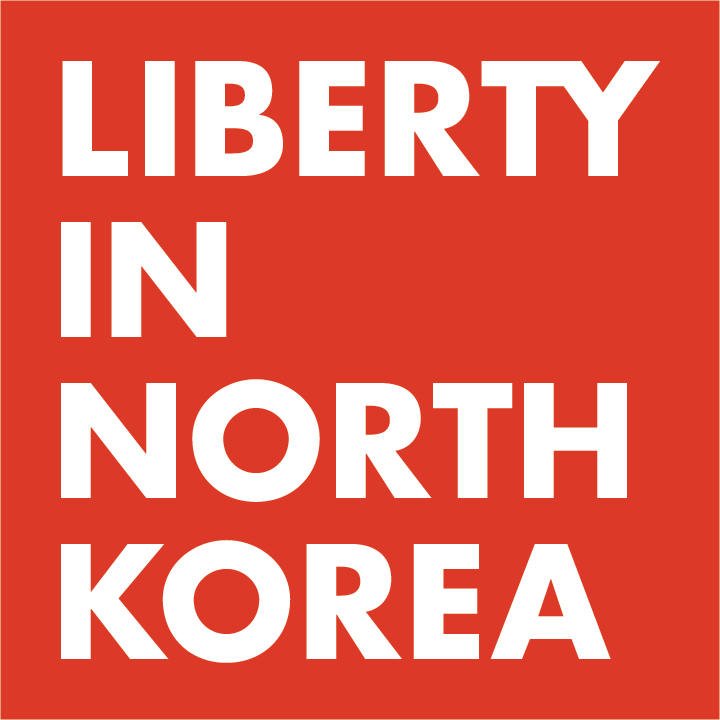
自由北韓標誌

- Liberty in North Korea （页面存档备份，存于）